# 1880 w sztukach plastycznych
Wydarzenia w sztukach plastycznych i wizualnych w 1880 roku.

## Malarstwo

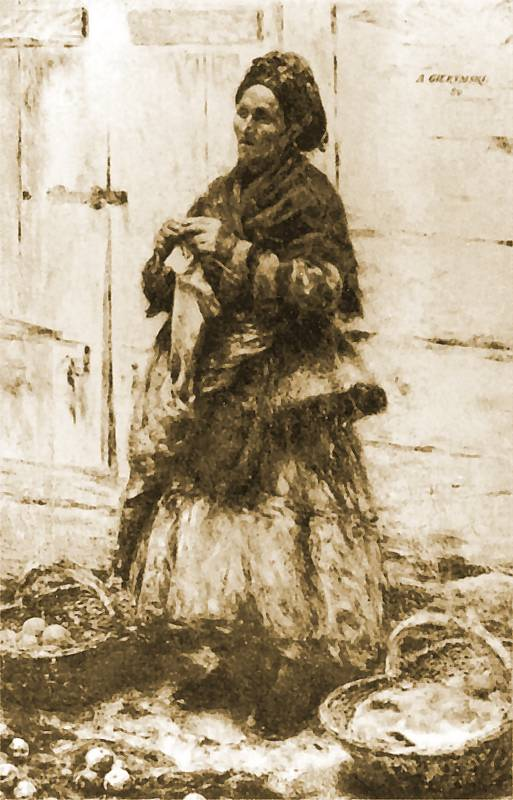
Gierymski Żydówka sprzedająca owoce

- Tadeusz Ajdukiewicz

Portret Heleny Marcello-Palińskiej – olej na dykcie, 39,5x31,5 cm
Portret Heleny Modrzejewskiej – olej na płótnie, 262x146 cm
- Józef Chełmoński

Czwórka – olej na płótnie, 52,5x109 cm
Kaczki nad wodą – olej na płótnie, 66x90 cm
Postój Kozaków liniowych –  olej na płótnie, 73x69 cm
Trójka (Sanna) – olej na płótnie, 70,7×152 cm
- Adam Chmielowski

Cmentarz włoski – olej na płótnie, 79x143 cm
Szara godzina – olej na płótnie, 44x124,5 cm
- Edgar Degas

Loża
- Julian Fałat

Portret ojca – Kazimierza Fałata – olej na płótnie, 50x33 cm
- Aleksander Gierymski

Żydówka sprzedająca owoce (1880) – olej na płótnie
- Auguste Renoir

Nad wodą
Łódka (1878-1880)
- Alfred Sisley

Wiosenne łąki
Martwa natura
- Leon Wyczółkowski

Alina – olej na płótnie

## Grafika
- Michał Elwiro Andriolli

Alf i Halban – ilustracja do Konrada Wallenroda Adama Mickiewicza, drzeworyt

## Urodzeni
- Dawid Aleksander Haltrecht (zm. 1938), malarz
- Konstanty Brandel (zm. 1970), polski malarz i grafik
- 23 maja – Gustaw Gwozdecki (zm. 1935), polski malarz, rzeźbiarz i grafik
- 10 czerwca – André Derain (zm. 1954), francuski malarz, grafik, rzeźbiarz
- 10 listopada – Jacob Epstein (zm. 1959), angielski rzeźbiarz, grafik i malarz
- 28 grudnia – Tytus Czyżewski (zm. 1945), polski malarz, krytyk sztuki

## Zmarli
- Soma Orlai Petrich (ur. 1822), węgierski malarz
- 4 stycznia
  - Karl Friedrich Lessing (ur. 1808), niemiecki malarz
  - Edward William Cooke (ur. 1811), angielski malarz, grafik, ilustrator
  - Anselm Feuerbach (ur. 1829), niemiecki malarz
- 16 stycznia – Charles Nègre (ur. 1820), francuski malarz i pionier fotografii
- 27 marca – Francis Alexander (ur. 1800), amerykański malarz
- 29 kwietnia - Franz Eybl (ur. 1806), austriacki malarz i litograf